# Ancienne Halle
De Ancienne Halle of Salle d'Audience is een bouwwerk in de tot de Belgische gemeente Herve behorende plaats Grand-Rechain, gelegen aan de Rue Nouvelle 30.

## Geschiedenis
In 1640 werd een dergelijk gebouw genoemd als plaats waar de rechtszittingen plaatsvonden. Eind 17e eeuw werd het afgebroken en in 1722 herbouwd naar plannen van J. Nizet. In de zuidelijke topgevel bevindt zich een gevelsteen waarop een engel staat afgebeeld die in de ene hand een zwaard houdt, en in de andere een weegschaal. Een chronogram toont de tekst: ILLIC IVstItla traDItVr oMnIbVs (hier wordt gerechtigheid gebracht voor iedereen).
Einde 18e eeuw was er een school in dit gebouw gehuisvest, later nog een pastorie. Uiteindelijk werd het een woonhuis. De voorgevel, tegenwoordig naar het westen gericht, is wit gesausd.
In 1921 werd er gegraven nabij het huis, en daarbij werden enkele skeletten gevonden, mogelijk van veroordeelden.